# Dryopteris wherryi
Dryopteris wherryi là một loài dương xỉ trong họ Dryopteridaceae. Loài này được Crane mô tả khoa học đầu tiên năm 1960.
Danh pháp khoa học của loài này chưa được làm sáng tỏ. 